# 日劇學院賞最佳電視劇歌曲
日劇學院賞最佳電視劇歌曲是由日本電視情報週刊《The Television》所舉辦的日本電視劇評鑑活動，旨在獎勵日本電視劇中有傑出表現的劇中插曲、片頭片尾曲及戲劇主題曲，現以主題歌曲及插曲為獎勵範圍。

## 概述
除了戲劇主題曲納入評鑑範圍之外，主題音樂也曾在第15回起納入電視劇歌曲獎的評鑑範圍，不過在第43回主題音樂獲得肯定之後，日後就沒有主題音樂報名及獲得此獎(可能在當時的獲獎有一些正反兩極的輿論，所以主辦方就對戲劇主題曲有明確的定義，就是由歌手、演員或演唱團體所發表的戲劇主題曲)，戲劇配樂於第20回起開始對配樂納入評鑑範圍，定為「劇中音樂獎」，直到第52回沒有設置劇中音樂獎，之後於第53回廢除劇中音樂獎。

## 得獎者及提名名單
|  | 獲獎者 |
|  | 提名者 |

| 年份               | 獲獎及提名歌曲/劇名                                                                  |
| ------------------ | ------------------------------------------------------------------------------------ |
| 1994 (春季) 第1回  | 〈天空與你之間〉《無家可歸的小孩》演唱：中島美雪                                     |
| 1994 (春季) 第1回  | 〈純愛狂詩曲〉《戀棧夕陽情》演唱：竹內瑪麗亞                                         |
| 1994 (春季) 第1回  | 〈永遠的謎題〉《為愛而活》演唱：榊泉                                                 |
| 1994 (夏季) 第2回  | 〈Hello, my friend〉《某年夏天》演唱：松任谷由實                                     |
| 1994 (夏季) 第2回  | 〈冬之散步道〉（A Hazy Shade of Winter）《人間失格～假如我死的話》演唱：賽門與葛芬柯 |
| 1994 (夏季) 第2回  | 〈Miss You〉《禁果》演唱：今井美樹                                                   |
| 1994 (秋季) 第3回  | 〈Tomorrow never knows〉《青春無悔》演唱：Mr.Children                                |
| 1994 (秋季) 第3回  | 〈每月水滴〉《援助愛情》演唱：小泉今日子                                             |
| 1994 (秋季) 第3回  | 〈邂逅〉《東京仙履奇緣》演唱：恰克與飛鳥                                             |
| 1995 (冬季) 第4回  | 〈HELLO〉《白雪情緣》演唱：福山雅治                                                  |
| 1995 (冬季) 第4回  | 〈生命之花〉/〈沙之惑星〉《遲來的春天》演唱：松任谷由實                              |
| 1995 (冬季) 第4回  | 〈HERO〉《全為了妳》演唱：中山美穗                                                   |
| 1995 (春季) 第5回  | 〈KNOCKIN' ON YOUR DOOR〉《給我們愛吧》演唱：L↔R                                     |
| 1995 (春季) 第5回  | 〈旅人之歌〉《無家可歸的小孩2》演唱：中島美雪                                        |
| 1995 (春季) 第5回  | 〈因為有你在〉《在燦爛的季節裡》演唱：FIELD OF VIEW                                  |
| 1995 (夏季) 第6回  | 〈LOVE LOVE LOVE〉《跟我說愛我》演唱：DREAMS COME TRUE                               |
| 1995 (夏季) 第6回  | 〈只給你 ～Summer Heartbreak～〉《他日再相逢》演唱：南方之星                         |
| 1995 (夏季) 第6回  | 〈Hello, Again ～在以前的某處～〉《不結束的夏天》演唱：MY LITTLE LOVER               |
| 1995 (秋季) 第7回  | 〈Top of the world〉《未成年》演唱：木匠兄妹樂團                                     |
| 1995 (秋季) 第7回  | 〈我們還有明天〉《正義必勝》演唱：SMAP                                               |
| 1995 (秋季) 第7回  | 〈To Love You More〉《戀人啊》演唱：席琳狄翁 with Kryzler & Kompany                  |
| 1996 (冬季) 第8回  | 〈定能飛向天空〉《白線流》演唱：SPITZ                                                |
| 1996 (冬季) 第8回  | 〈無名的詩〉《天使之愛》演唱：Mr.Children                                            |
| 1996 (冬季) 第8回  | 〈Primal〉《愛的真諦》演唱：ORIGINAL LOVE                                            |
| 1996 (春季) 第9回  | 〈藉口〉《等你說愛我》演唱：射亂Q                                                    |
| 1996 (春季) 第9回  | 〈LA·LA·LA LOVE SONG〉《長假》演唱：久保田利伸 with NAOMI CAMPBELL                   |
| 1996 (春季) 第9回  | 〈忘不了你〉《醜小鴨》演唱：松山千春                                                 |
| 1996 (夏季) 第10回 | 〈Another Orion〉《玻璃碎片》演唱：藤井郁彌                                          |
| 1996 (夏季) 第10回 | 〈現在你早已不在〉（Now You're Not Here）《白晝之月》演唱：搖擺姊妹                  |
| 1996 (夏季) 第10回 | 〈田園〉《教練》演唱：玉置浩二                                                       |
| 1996 (秋季) 第11回 | 〈PRIDE〉《來自越南的德克》演唱：今井美樹                                            |
| 1996 (秋季) 第11回 | 〈Alfie〉《協奏曲》演唱：范妮莎·威廉斯                                               |
| 1996 (秋季) 第11回 | 〈激情〉《沒有星星的晚上》演唱：工藤靜香                                             |
| 1997 (冬季) 第12回 | 〈Scarlet〉《MELODY》演唱：SPITZ                                                     |
| 1997 (冬季) 第12回 | 〈CAN YOU CELEBRATE?〉《處女之路》演唱：安室奈美惠                                   |
| 1997 (冬季) 第12回 | 〈The Other Side Of Love〉《危險情人》演唱：坂本龍一 featuring Sister M              |
| 1997 (春季) 第13回 | 〈DO NOT〉《現代灰姑娘》演唱：藤井郁彌                                               |
| 1997 (春季) 第13回 | 〈TOKYO JOE〉《一個好人》演唱：布萊恩·費瑞                                           |
| 1997 (春季) 第13回 | 〈並非夢境〉《兩個人》演唱：SPITZ                                                    |
| 1997 (夏季) 第14回 | 〈想傳達的事〉《最後之戀》演唱：小田和正                                             |
| 1997 (夏季) 第14回 | 〈BURN〉《職員室》演唱：THE YELLOW MONKEY                                            |
| 1997 (夏季) 第14回 | 〈Forever〉《海灘男孩》演唱：反町隆史 with 瑞奇·山伯拉                               |
| 1997 (秋季) 第15回 | 〈Wanderin' Destiny〉《青鳥》演唱：globe                                             |
| 1997 (秋季) 第15回 | 〈幸福的結果〉《戀愛世代》演唱：大瀧詠一                                             |
| 1997 (秋季) 第15回 | 〈悲傷的強尼〉《不愉快的果實》演唱：UA                                               |
| 1998 (冬季) 第16回 | 〈流浪〉《成年禮》演唱：奧田民生                                                     |
| 1998 (冬季) 第16回 | 〈絲〉/〈生命的别名〉《聖者的行進》演唱：中島美雪                                    |
| 1998 (冬季) 第16回 | 〈Time goes by〉《甜蜜結婚》演唱：小事樂團                                           |
| 1998 (春季) 第17回 | 〈DESTINY〉《網路情人》演唱：MY LITTLE LOVER                                         |
| 1998 (春季) 第17回 | 〈珍貴〉《手足情深》演唱：SMAP                                                       |
| 1998 (春季) 第17回 | 〈COME FLY WITH ME〉《怕老婆俱樂部》演唱：法蘭克·辛納屈                              |
| 1998 (夏季) 第18回 | 〈I for You〉《神啊！請多給我一點時間》演唱：月之海                                  |
| 1998 (夏季) 第18回 | 〈青澀時代〉《青澀時代》演唱：近畿小子                                               |
| 1998 (夏季) 第18回 | 〈一定在哪個地方〉《親愛的爸爸》演唱：TUBE                                           |
| 1998 (秋季) 第19回 | 〈偽裝〉《沉睡的森林》演唱：竹內瑪麗亞                                               |
| 1998 (秋季) 第19回 | 〈我在這裡〉《奇蹟之人》演唱：山崎將義                                               |
| 1998 (秋季) 第19回 | 〈無盡的旅程〉《大女生日記》演唱：Mr.Children                                        |
| 1999 (冬季) 第20回 | 〈迎接朝陽〉《急診室醫生》演唱：DREAMS COME TRUE                                     |
| 1999 (冬季) 第20回 | 〈就以那樣的速度〉《三十拉警報》演唱：綠樂團                                         |
| 1999 (冬季) 第20回 | 〈Chronic Love〉《繼續》演唱：中谷美紀                                               |
| 1999 (春季) 第21回 | 〈First Love〉《魔女的條件》演唱：宇多田光                                           |
| 1999 (春季) 第21回 | 〈Friends〉《唇膏》演唱：蕾貝卡                                                      |
| 1999 (春季) 第21回 | 〈看見笑容的場所~I WANNA GO~〉《週末婚》演唱：AN-J                                   |
| 1999 (夏季) 第22回 | 〈為什麼…〉《PS我很好俊平》演唱：Hysteric Blue                                       |
| 1999 (夏季) 第22回 | 〈不是這裡，要往哪裡〉《無瑕的愛》演唱：GLAY                                         |
| 1999 (夏季) 第22回 | 〈the Sound of Carnival〉《單身女郎》演唱：久保田利伸                                |
| 1999 (秋季) 第23回 | 〈無造作紳士〉（L'Aquoiboniste）《美人》演唱：珍·波金                                |
| 1999 (秋季) 第23回 | 〈鑽石星塵〉《冰的世界》演唱：冰室京介                                               |
| 1999 (秋季) 第23回 | 〈因喜悅而綻放的花朵〉《流砂戀人啊》演唱：ACO                                        |
| 2000 (冬季) 第24回 | 〈今夜在賞月的山丘上〉《美麗人生》演唱：B'z                                          |
| 2000 (冬季) 第24回 | 〈Goodbye Yesterday〉《名牌愛情》演唱：今井美樹                                      |
| 2000 (冬季) 第24回 | 〈野性之花〉《月下棋士》演唱：V6                                                     |
| 2000 (春季) 第25回 | 〈遺忘的天空〉《池袋西口公園》演唱：SADS                                             |
| 2000 (春季) 第25回 | 〈除了你誰都不愛〉《天使絕跡的城市》演唱：近畿小子                                   |
| 2000 (春季) 第25回 | 〈SEASONS〉《氣象預報的情人》演唱：濱崎步                                            |
| 2000 (夏季) 第26回 | 〈夏之王者〉《夏之雪》演唱：近畿小子                                                 |
| 2000 (夏季) 第26回 | 〈ZOO〉《請給我愛》演唱：ECHOES                                                      |
| 2000 (夏季) 第26回 | 〈迷路〉《催眠》演唱：Tina                                                           |
| 2000 (秋季) 第27回 | 〈Everything〉《大和拜金女》演唱：MISIA                                              |
| 2000 (秋季) 第27回 | 〈不會飛的鳥〉《頑固老哥》演唱：柚子                                                 |
| 2000 (秋季) 第27回 | 〈再見了，我最喜歡的人〉《頑固老爹》演唱：花＊花                                     |
| 2001 (冬季) 第28回 | 〈Can You Keep A Secret?〉《HERO》演唱：宇多田光                                     |
| 2001 (冬季) 第28回 | 〈午夜的夜鶯〉《白影》演唱：竹內瑪麗亞                                               |
| 2001 (冬季) 第28回 | 〈Do you remember me?〉《叫她第一名》演唱：木瀧真由                                  |
| 2001 (春季) 第29回 | 〈遙遠〉《Love Story》演唱：SPITZ                                                    |
| 2001 (春季) 第29回 | 〈KISS OF LIFE〉《愛情革命》演唱：平井堅                                             |
| 2001 (春季) 第29回 | 〈老闆靠邊站〉《老闆靠邊站》演唱：Re:Japan                                           |
| 2001 (夏季) 第30回 | 〈時代〉《金田一少年事件簿3》演唱：嵐                                                |
| 2001 (夏季) 第30回 | 〈Best Friend〉《NHK晨間劇｜水姑娘》演唱：Kiroro                                     |
| 2001 (夏季) 第30回 | 〈IS IT YOU?〉《奉子成婚》演唱：Hitomi                                               |
| 2001 (秋季) 第31回 | 〈youthful days〉《西洋古董洋菓子店》演唱：Mr.Children                               |
| 2001 (秋季) 第31回 | 〈Hey! 大家好嗎?〉《熱血教師》演唱：近畿小子                                         |
| 2001 (秋季) 第31回 | 〈Stop! In the Name of Love〉《愛上大明星》演唱：globe                               |
| 2002 (冬季) 第32回 | 〈夢〉《超級奶爸》演唱：THE BLUE HEARTS                                              |
| 2002 (冬季) 第32回 | 〈A Day in Our Life〉《木更津貓眼》演唱：嵐                                          |
| 2002 (冬季) 第32回 | 〈閃閃發亮〉《愛的力量》演唱：小田和正                                               |
| 2002 (春季) 第33回 | 〈SAKURA Drops〉《First Love》演唱：宇多田光                                         |
| 2002 (春季) 第33回 | 〈Smile〉《從天而降億萬顆星星》演唱：艾維斯·卡斯提洛                                 |
| 2002 (春季) 第33回 | 〈YOU ARE MY DESTINY〉《黃金保齡球》演唱：保羅·安卡                                  |
| 2002 (夏季) 第34回 | 〈唇上的櫻桃〉《私家偵探濱麥克》演唱：EGO-WRAPPIN'                                   |
| 2002 (夏季) 第34回 | 〈奇·蹟〉《太陽的季節》演唱：瀧澤秀明                                                |
| 2002 (夏季) 第34回 | 〈夜不成眠只爲你〉《戀愛偏差值》演唱：MISIA                                          |
| 2002 (秋季) 第35回 | 〈solitude～真實的告別～〉《遙控刑警》演唱：近畿小子                                 |
| 2002 (秋季) 第35回 | 〈Song Of Bernadette〉《獻花給倉鼠》演唱：珍妮佛·華恩絲                              |
| 2002 (秋季) 第35回 | 〈Ring〉《心理醫恭介》演唱：平井堅                                                   |
| 2003 (冬季) 第36回 | 〈世界上唯一的花〉《我的生存之道》演唱：SMAP                                         |
| 2003 (冬季) 第36回 | 〈RIDE ON TIME〉《夢想飛行》演唱：山下達郎                                           |
| 2003 (冬季) 第36回 | 〈銀河與迷路〉《美女或野獸》演唱：東京斯卡樂園                                       |
| 2003 (春季) 第37回 | 〈生命之歌～另一章～〉《帥哥醫生》演唱：平井堅                                       |
| 2003 (春季) 第37回 | 〈Darling〉《寵物情人》演唱：V6                                                      |
| 2003 (春季) 第37回 | 〈I Love You〉《我的老婆是男人》演唱：Breath樂隊                                     |
| 2003 (夏季) 第38回 | 〈騎在銀龍的背上〉《小孤島大醫生》演唱：中島美雪                                     |
| 2003 (夏季) 第38回 | 〈我想被捧在淚海裡～SEA OF LOVE～〉《我的蹺佳人》演唱：南方之星                      |
| 2003 (夏季) 第38回 | 〈虹〉《水男孩》演唱：福山雅治                                                       |
| 2003 (秋季) 第39回 | 〈愛在曼哈頓〉《曼哈頓愛情故事》演唱：東京小子                                       |
| 2003 (秋季) 第39回 | 〈狂野〉《鬼鄰居》演唱：B'z                                                          |
| 2003 (秋季) 第39回 | 〈愛在哪裡召喚〉《老么真命苦》演唱：色情塗鴉                                         |
| 2004 (冬季) 第40回 | 〈溫柔的吻〉《砂之器》演唱：DREAMS COME TRUE                                         |
| 2004 (冬季) 第40回 | 〈I Was Born To Love You〉《冰上悍將》演唱：皇后合唱團                               |
| 2004 (冬季) 第40回 | 〈Wonderful Life〉《我和她們的生存之道》演唱：稻垣吾郎                               |
| 2004 (春季) 第41回 | 〈Sign〉《Orange Days》演唱：Mr.Children                                             |
| 2004 (春季) 第41回 | 〈給世間萬物〉《讓愛看得見》演唱：森山直太朗                                         |
| 2004 (春季) 第41回 | 〈ORIGINAL COLOR〉《HOME DRAMA》演唱：堂本剛                                         |
| 2004 (夏季) 第42回 | 〈存在〉《在世界中心呼喚愛》演唱：柴崎幸                                             |
| 2004 (夏季) 第42回 | 〈我最想要什麼東西〉《最後的禮物》演唱：槙原敬之                                     |
| 2004 (夏季) 第42回 | 〈時間之舟〉《逃亡者 RUNAWAY》演唱：松隆子                                           |
| 2004 (秋季) 第43回 | 新選組！主題音樂《NHK大河劇｜新選組！》指揮：John·健·Nuzzo                           |
| 2004 (秋季) 第43回 | 〈愛情與慾望的歲月〉《大奧‧第一章》演唱：南方之星                                    |
| 2004 (秋季) 第43回 | 〈正夢〉《菜鳥老師來報到》演唱：SPITZ                                                |

## 軼事
- 由於2019冠狀病毒病日本疫情影響，為防止劇組於拍攝期間感染新冠病毒，一些作品原本已定檔播出或正在播出，改為播到某一話先停播再擇期復播的模式。因此，2020年春季和夏季日劇學院賞合併為第105回舉辦

## 外部連結
- 日劇學院賞獲獎名單 （页面存档备份，存于）